# Asmundtorps kyrka
Asmundtorps kyrka är en kyrkobyggnad i Asmundtorp. Den är församlingskyrka i Häljarps församling i Lunds stift.

## Kyrkobyggnaden

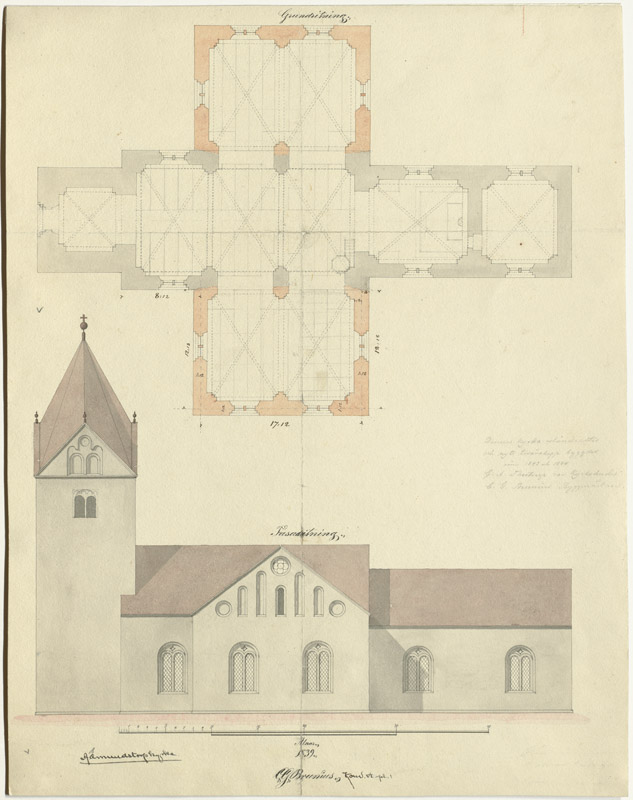
Ritning över tillbyggnad till Asmundtorps gamla kyrka, 1839.

På 1100-talet byggdes en kyrka i romansk stil. Denna kyrka var välbehållen och byggdes till så sent som 1843 men revs 1895. Vid rivningen fann man målningar i valven från 1100-talet utförda av Finjamästaren.
Nuvarande kyrka är byggd av rött tegel i gotisk stil efter ritningar av Gustaf Hermansson. Kyrkan invigdes första söndagen i advent den 28 november 1897 av kontraktsprosten Oskar Stenius, Svalöv.
Tornet med kopparklätt tak är 66 meter högt och syns på långt håll i det flacka landskapet. Högst upp finns ett förgyllt kors.
1987 genomfördes en grundlig invändig renovering av kyrkan. Då reducerades antalet sittplatser för att ge utrymme till aktiviteter. När kyrkan byggdes fanns det sittplatser för 720 personer, vilket var lika många som då var kyrkogångspliktiga i församlingen.

## Inventarier
- I altarets centrum står en kopia av Bertel Thorvaldsens Kristusbild i italiensk marmor utförd av den danske bildhuggaren Vilhelm Bissen 1859.
- Sniderierna på predikstolen är utförda av snickare Th. Nyman från Landskrona och föreställer Kristus, Moses och de fyra evangelisterna.
- Dopfunten är av brons och tillverkades troligen i Lübeck någon gång på 1400-talet.
- Glasmålningar och samtliga fönster är levererade av Svenska Glasmåleriaktiebolaget i Göteborg.
- I vapenhuset finns en tavla med namnen på församlingens kyrkoherdar alltifrån medeltiden. ”Fattigstocken” i vapenhuset var kollektbössa i gamla kyrkan.
- Båda kyrkklockorna kommer från den gamla kyrkan. Lillklockan från 1610 har förfärdigats av Borchard Gelgether och storklockan från 1651 av Hans Meyer, båda verksamma i Köpenhamn.
- 1871 kom til den gamla kyrkan tre ljuskronor för 20 ljus vardera tillverkade av den äldre gelbgjutaren och svarvaren P. Borgström i Malmö. 26 november 1871 blev de första gången begagnade.[2]

### Orgel
- 1763 byggde Christian Fredrik Hardt, Malmö en orgel med 6 stämmor. Orgeln flyttades 1846 till Tofta kyrka.
- 1841 byggde Johan Nikolaus Söderling, Göteborg en orgel med 10 stämmor.
- 1897 byggde Åkerman & Lund, Stockholm en orgel med 22 stämmor. Den hade även en altarorgel.
- 1974 byggde A. Mårtenssons Orgelfabrik AB, Lund en orgeln med 29 stämmor.

| Huvudverk I      | Svällverk II        | Pedal              | Altarorgel       | Koppel |
| Borduna 16´      | Rörflöjt 8´         | Subbas 16´         | Flöjt amabile 8' | I/P    |
| Principal 8´     | Fugara 8´           | Oktavbas 8´        | Unda maris 8'    | II/P   |
| Gedackt 8´       | Salicional 8´       | Gedackt 8´         | Principal 4'     | II/I   |
| Oktava 4'        | Voix céleste 8      | Flöjtbas 4'        | Fernflöjt 4'     |        |
| Spetsflöjt 4'    | Principal 4'        | Kvintadena 2'      | Flautino 2'      |        |
| Kvinta 2 2/3'    | Flûte harmonique 4' | Pedalmixtur 5 chor | Vox humana 8'    |        |
| Oktava 2'        | Waldflöjt 2'        | Fagott 16'         | Tremulant        |        |
| Cornett 2-4 chor | Nasat 1 1/3'        |                    |                  |        |
| Mixtur 5 chor    | Sesquialtera 2 chor |                    |                  |        |
| Trumpet 8'       | Scharf 4 chor       |                    |                  |        |
|                  | Dulcian 16'         |                    |                  |        |
|                  | Oboe 8'             |                    |                  |        |
|                  | Tremulant           |                    |                  |        |
|                  | Crescendosvällare   |                    |                  |        |

- Mellan åren 2019-2021 byggdes den nuvarande orgeln av Tomas Mocnik i samarbete med Åkerman & Lund samt Norsk Orgelverksted. Den består till stor del av den orgel som byggdes 1930 för Filadelfiakyrkan i Vasastan, Stockholm. Registersvällare. Tusentals setzerkombinationer. Högtrycksverket och altarorgeln kan spelas på alla verk.  Manualomfång: C-a3. Pedalomfång: C-f1.  Koppel: III/II, III/I, II/I, III/P, II/P, I/P, III16', III16'/II, III16'/I, III4', III4'/II, III4'/I, II16', II16'/I, II4', II4'/I, I4', III4'/P, Htr-III,   AO-III, Htr-II, AO-II, Htr-I, AO-I, Htr-P, AO-P, AO16', AO4', Htr16', Htr4'

| Man I. Hv      | Man II. Sv    | Man III. Sv     | Altarorgel       | Högtrycksverk     | Pedal               |
| -------------- | ------------- | --------------- | ---------------- | ----------------- | ------------------- |
| Principal 16'  | Borduna 16'   | Fugara 16'      | Ekogamba 8'      | Stentorfon 8'     | Akustisk bas 32'    |
| Principal 8'   | Principal 8'  | Basetthorn 8'   | Gamba céleste 8' | Tuba mirabilis 8' | Principal 16'       |
| Gamba 8'       | Dolce 8'      | Violin 8'       | Fl. amabile 8'   |                   | Subbas 16'          |
| Fl. major 8'   | Rörflöjt 8'   | Salicional 8'   | Unda maris 8'    |                   | Fugara 16' (trans.) |
| Dubbelflöjt 8' | Fl. harm. 8'  | Voix céleste 8' | Fjärrflöjt 4'    |                   | Ekobas 16' (trans.) |
| Oktava 4'      | Gemshorn 4'   | Konsertflöjt 8' | Vox humana 8'    |                   | Principal 8'        |
| Flöjt 4'       | Fl. oct. 4'   | Spetsflöjt 8'   | Tremulant        |                   | Violoncelle 8'      |
| Oktava 2'      | Octavin 2'    | Fl. trav. 4'    |                  |                   | Flöjt 8' (trans.)   |
| Mixtur V       | Piccolo 1'    | Nasard 2 2/3'   |                  |                   | Oktava 4'           |
| Cornett IV-V   | Corno 8'      | Waldflöjt 2'    |                  |                   | Contrabasun 32'     |
| Chimes         | Clarinette 8' | Ters 1 3/5'     |                  |                   | Basun 16'           |
|                | Tremulant     | Plein jeu III   |                  |                   | Fagott 16' (trans.) |
|                |               | Fagott 16'      |                  |                   | Trumpet 8' (trans.) |
|                |               | Tr. harm. 8'    |                  |                   | Clairon 4'          |
|                |               | Oboe 8'         |                  |                   |                     |
|                |               | Clairon 4'      |                  |                   |                     |
|                |               | Tremulant       |                  |                   |                     |

## Galleri

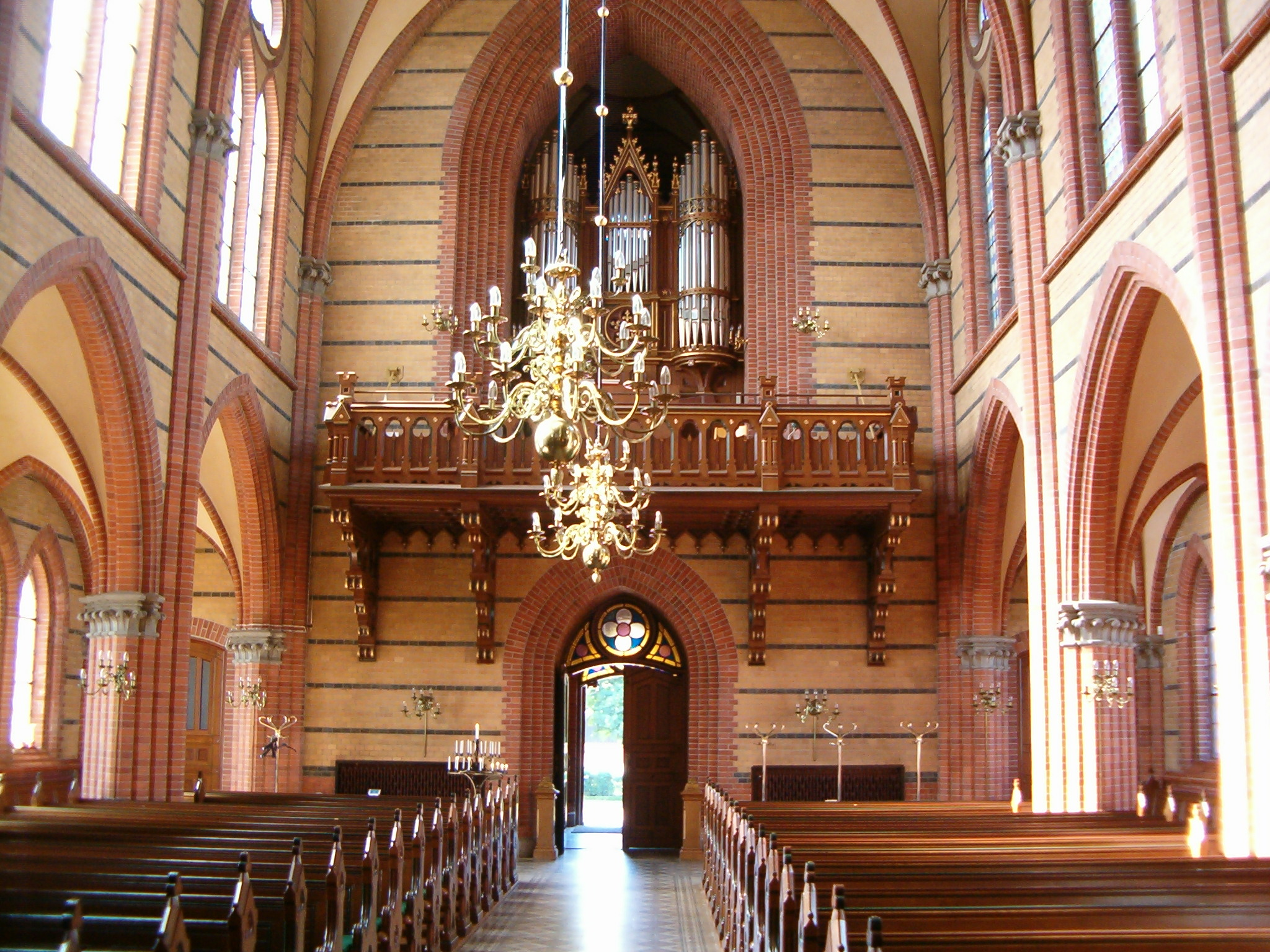
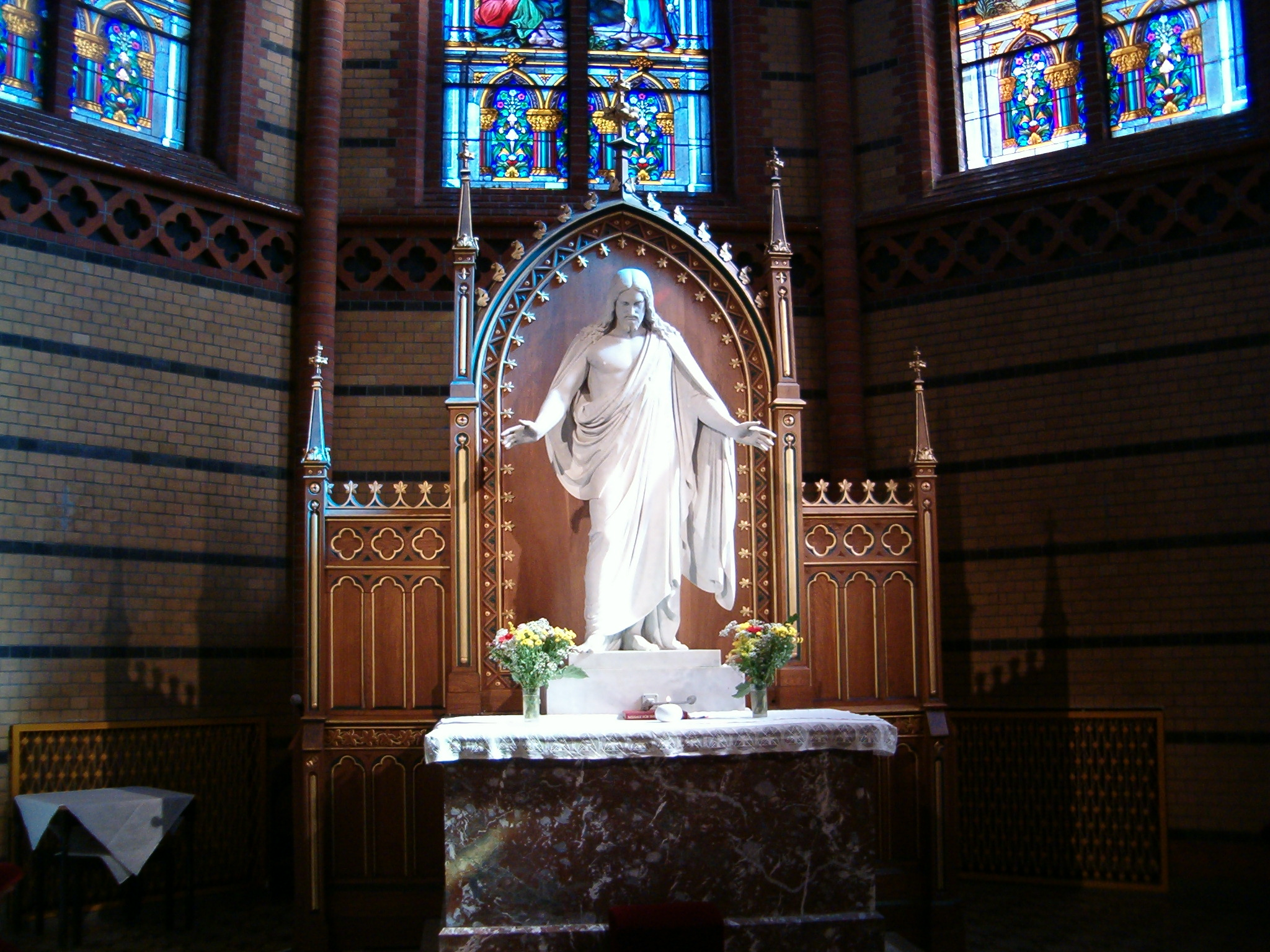

Invändigt kyrkan i september 2006: